# Profilo (medicina)
Un profilo, o pannello (dall'inglese test panel), è un gruppo predeterminato di esami di laboratorio utili al monitoraggio, o alla diagnosi e al trattamento di una malattia; un tipico esempio di profilo è l'esame emocromocitometrico.
I profili sono tipicamente composti da test di laboratorio in qualche modo correlati, in base alla patologia di cui hanno lo scopo di aiutare la diagnosi (ad esempio profilo renale), o in base al tipo di campione (esame delle urine), o in base alla metodologia impiegata nel test.
I profili offrono vari vantaggi ai laboratori che eseguono i test (efficienza della manodopera, potenziale di automazione e riduzione dei costi attraverso l'esecuzione di un gran numero di test dello stesso tipo ogni giorno) e agli utenti finali come medici e ospedali (test più completi, tempi rapidi e prezzi più bassi). La presenza di più test relativi alla stessa patologia può anche aumentare le possibilità di rilevarla.
Tra gli svantaggi dei profili vi è l'inclusione di test diagnostici non ottimali basati sulla disponibilità commerciale dei reagenti, considerazioni sui costi o sulla compatibilità con gli strumenti e i metodi di test.